# Rhabdodontomorpha
Rhabdodontomorpha é um clado de dinossauros iguanodontianos basais. Este grupo foi nomeado em 2016 no contexto da descrição, com base em descobertas espanholas de um membro antigo dos Rhabdodontidae. 

## Descrição
O clado é caracterizado por sinapomorfias como o contorno da margem ilíaca dorsal (é sigmoidal em vista dorsal, com o processo pós-acetabular defletido medialmente e o processo pré-acetabular defletido lateralmente), a margem ilíaca dorsal (é mediolateralmente mais larga e inchada acima do pedúnculo isquiático anteriormente (presente em Muttaburrasaurus) ou acima do processo pós-acetabular em toda a sua extensão), a presença de uma crista (dorsalmente convexa e fraca na face ventromedial do processo pós-acetabular), o pedúnculo isquiático do ílio (é lenticular e singularmente longo anteroposteriormente) e o acetábulo (visivelmente baixo).

## Classificação
Uma análise cladística foi conduzida na qual se descobriu que Muttaburrasaurus era a espécie irmã dos Rhabdodontidae sensu por Weishampel. Portanto, Paul-Emile Dieudonné, Thierry Tortosa, Fidel Torcida Fernández-Baldor, José Ignacio Canudo e Ignacio Díaz-Martínez definiram Rhabdodontomorpha como um clado nodal: o grupo que consiste no último ancestral comum de Rhabdodon priscus e Muttaburrasaurus langdoni; e todos os seus descendentes. Dentro do clado, Zalmoxes e Mochlodon também estão incluídos. Em 2021, Daniel Madzia redefiniu Rhabdodontomorpha no PhyloCode como "o maior clado contendo Rhabdodon priscus, mas não Iguanodon bernissartensis e Hypsilophodon foxii".
O grupo consiste em herbívoros de pequeno a grande porte da Europa e Gondwana. Deve ter se separado de outros grupos de iguanodontes durante o Jurássico Médio. Em 2020, o iguanodontiano australiano Fostoria também foi descoberto como pertencente a este clado. O ligeiramente menos inclusivo Rhabdodontoidea foi nomeado por Karen Poole em 2022 e definido por Fonseca e colegas em 2024 no PhyloCode como "o maior clado contendo Rhabdodon priscus, mas não Hypsilophodon foxii, Iguanodon bernissartensis e Tenontosaurus tilletti".Este clado inclui a família Rhabdodontidae e todos os rabdodontomorfos mais próximos a eles do que aos tenontossaurídeos. Tenontosaurus e seus parentes próximos pertencem à família Tenontosauridae, definida no PhyloCode como "o maior clado contendo Tenontosaurus tilletti, mas não Hypsilophodon foxii, Iguanodon bernissartensis e Rhabdodon priscus". Eles foram recuperados provisoriamente como membros basais de Rhabdodontmorpha, representando uma radiação norte-americana deste grupo.  O gênero Iani, descrito em 2023, é interpretado como um táxon de transição entre Tenontosaurus e Rhabdodontidae.
O seguinte cladograma mostrando as relações do clado foi recuperado por Dieudonné e colegas em 2016:
|  | Anabisetia                                                   |
|  |                                                              |
|  | \| \| Tenontosaurus \| \| \| \| \| \| Dryomorpha \| \| \| \| |
|  |                                                              |
|  | Tenontosaurus                                                |
|  |                                                              |
|  | Dryomorpha                                                   |
|  |                                                              |

|  | Tenontosaurus |
|  |               |
|  | Dryomorpha    |
|  |               |

|  | Mochlodon                                              |
|  |                                                        |
|  | \| \| Rhabdodon \| \| \| \| \| \| Zalmoxes \| \| \| \| |
|  |                                                        |
|  | Rhabdodon                                              |
|  |                                                        |
|  | Zalmoxes                                               |
|  |                                                        |

|  | Rhabdodon |
|  |           |
|  | Zalmoxes  |
|  |           |

|  | Mochlodon                                              |
|  |                                                        |
|  | \| \| Rhabdodon \| \| \| \| \| \| Zalmoxes \| \| \| \| |
|  |                                                        |
|  | Rhabdodon                                              |
|  |                                                        |
|  | Zalmoxes                                               |
|  |                                                        |

|  | Rhabdodon |
|  |           |
|  | Zalmoxes  |
|  |           |

|  | Mochlodon                                              |
|  |                                                        |
|  | \| \| Rhabdodon \| \| \| \| \| \| Zalmoxes \| \| \| \| |
|  |                                                        |
|  | Rhabdodon                                              |
|  |                                                        |
|  | Zalmoxes                                               |
|  |                                                        |

|  | Rhabdodon |
|  |           |
|  | Zalmoxes  |
|  |           |

|  | Mochlodon                                              |
|  |                                                        |
|  | \| \| Rhabdodon \| \| \| \| \| \| Zalmoxes \| \| \| \| |
|  |                                                        |
|  | Rhabdodon                                              |
|  |                                                        |
|  | Zalmoxes                                               |
|  |                                                        |

|  | Rhabdodon |
|  |           |
|  | Zalmoxes  |
|  |           |

|  | Anabisetia                                                   |
|  |                                                              |
|  | \| \| Tenontosaurus \| \| \| \| \| \| Dryomorpha \| \| \| \| |
|  |                                                              |
|  | Tenontosaurus                                                |
|  |                                                              |
|  | Dryomorpha                                                   |
|  |                                                              |

|  | Tenontosaurus |
|  |               |
|  | Dryomorpha    |
|  |               |

|  | Mochlodon                                              |
|  |                                                        |
|  | \| \| Rhabdodon \| \| \| \| \| \| Zalmoxes \| \| \| \| |
|  |                                                        |
|  | Rhabdodon                                              |
|  |                                                        |
|  | Zalmoxes                                               |
|  |                                                        |

|  | Rhabdodon |
|  |           |
|  | Zalmoxes  |
|  |           |

|  | Mochlodon                                              |
|  |                                                        |
|  | \| \| Rhabdodon \| \| \| \| \| \| Zalmoxes \| \| \| \| |
|  |                                                        |
|  | Rhabdodon                                              |
|  |                                                        |
|  | Zalmoxes                                               |
|  |                                                        |

|  | Rhabdodon |
|  |           |
|  | Zalmoxes  |
|  |           |

|  | Mochlodon                                              |
|  |                                                        |
|  | \| \| Rhabdodon \| \| \| \| \| \| Zalmoxes \| \| \| \| |
|  |                                                        |
|  | Rhabdodon                                              |
|  |                                                        |
|  | Zalmoxes                                               |
|  |                                                        |

|  | Rhabdodon |
|  |           |
|  | Zalmoxes  |
|  |           |

|  | Mochlodon                                              |
|  |                                                        |
|  | \| \| Rhabdodon \| \| \| \| \| \| Zalmoxes \| \| \| \| |
|  |                                                        |
|  | Rhabdodon                                              |
|  |                                                        |
|  | Zalmoxes                                               |
|  |                                                        |

|  | Rhabdodon |
|  |           |
|  | Zalmoxes  |
|  |           |